# Open de Moselle 2003 - Qualificazioni singolare
Le qualificazioni del singolare  dell'Open de Moselle 2003 sono state un torneo di tennis preliminare per accedere alla fase finale della manifestazione. I vincitori dell'ultimo turno sono entrati di diritto nel tabellone principale. In caso di ritiro di uno o più giocatori aventi diritto a questi sono subentrati i lucky loser, ossia i giocatori che hanno perso nell'ultimo turno ma che avevano una classifica più alta rispetto agli altri partecipanti che avevano comunque perso nel turno finale.
Le qualificazioni del torneo Open de Moselle 2003 prevedevano 32 partecipanti di cui 4 sono entrati nel tabellone principale.

## Teste di serie
1. Nicolas Mahut (secondo turno)
2. Thierry Ascione (Qualificato)
3. Julien Benneteau (ultimo turno)
4. Julian Knowle (secondo turno)

1. Gilles Müller (secondo turno)
2. Florent Serra (secondo turno)
3. Gastón Etlis (primo turno)
4. Florian Mayer (primo turno)

## Qualificati
1. Pavel Šnobel
2. Thierry Ascione

1. Cristiano Caratti
2. Philipp Petzschner

## Tabellone

### Legenda
| - Q = Qualificato - WC = Wild card - LL = Lucky loser | - ALT = Alternate - SE = Special Exempt - PR = Protected Ranking | - w/o = Walkover - r = Ritirato - d = Squalificato |

### Sezione 1
|  | Primo turno     | Primo turno     | Primo turno     | Primo turno    | Primo turno |  |  | Secondo turno | Secondo turno | Secondo turno | Secondo turno | Secondo turno |   |   | Ultimo turno | Ultimo turno | Ultimo turno | Ultimo turno | Ultimo turno |  |
|  |                 |                 |                 |                |             |  |  |               |               |               |               |               |   |   |              |              |              |              |              |  |
|  |                 |                 |                 |                |             |  |  |               |               |               |               |               |   |   |              |              |              |              |              |  |
|  |                 |                 |                 |                |             |  |  | 1             | Nicolas Mahut | Nicolas Mahut | Nicolas Mahut |               |   |   |              |              |              |              |              |  |
|  | Roman Valent    | Roman Valent    | Roman Valent    | 6              | 6           |  |  |               | Roman Valent  | Roman Valent  | Roman Valent  | W-O           |   |   |              |              |              |              |              |  |
|  | Jonathan Laubut | Jonathan Laubut | Jonathan Laubut | 4              | 4           |  |  |               |               |               |               |               |   |   | Roman Valent | Roman Valent | 2            | 6            | 4            |  |
|  | Pavel Šnobel    | Pavel Šnobel    | Pavel Šnobel    | Pavel Šnobel   | W-O         |  |  |               |               | Pavel Šnobel  | Pavel Šnobel  | 6             | 4 | 6 |              |              |              |              |              |  |
|  | Patrick Sommer  | Patrick Sommer  | Patrick Sommer  | Patrick Sommer |             |  |  |               | Pavel Šnobel  | 3             | 6             | 7             |   |   |              |              |              |              |              |  |
|  |                 |                 |                 |                |             |  |  | 6             | Florent Serra | 6             | 3             | 5             |   |   |              |              |              |              |              |  |
|  |                 |                 |                 |                |             |  |  |               |               |               |               |               |   |   |              |              |              |              |              |  |

### Sezione 2
|  | Primo turno           | Primo turno           | Primo turno           | Primo turno | Primo turno |  |  | Secondo turno  | Secondo turno        | Secondo turno        | Secondo turno | Secondo turno |   |   | Ultimo turno | Ultimo turno    | Ultimo turno    | Ultimo turno | Ultimo turno |  |
|  |                       |                       |                       |             |             |  |  |                |                      |                      |               |               |   |   |              |                 |                 |              |              |  |
|  |                       |                       |                       |             |             |  |  |                |                      |                      |               |               |   |   |              |                 |                 |              |              |  |
|  |                       |                       |                       |             |             |  |  | 2              | Thierry Ascione      | Thierry Ascione      | 7             | 7             |   |   |              |                 |                 |              |              |  |
|  | Jean-Claude Scherrer  | Jean-Claude Scherrer  | Jean-Claude Scherrer  | 6           | 6           |  |  |                | Jean-Claude Scherrer | Jean-Claude Scherrer | 5             | 62            |   |   |              |                 |                 |              |              |  |
|  | Florent Alcantara     | Florent Alcantara     | Florent Alcantara     | 3           | 2           |  |  |                |                      |                      |               |               |   |   | 2            | Thierry Ascione | Thierry Ascione | 6            | 6            |  |
|  | Ladislav Švarc        | Ladislav Švarc        | Ladislav Švarc        | 6           | 6           |  |  |                |                      |                      | Andreas Seppi | Andreas Seppi | 4 | 3 |              |                 |                 |              |              |  |
|  | Benjamin Ebrahimzadeh | Benjamin Ebrahimzadeh | Benjamin Ebrahimzadeh | 1           | 3           |  |  | Ladislav Švarc | Ladislav Švarc       | 4                    | 6             | 3             |   |   |              |                 |                 |              |              |  |
|  |                       | Andreas Seppi         | Andreas Seppi         | 6           | 6           |  |  | Andreas Seppi  | Andreas Seppi        | 6                    | 1             | 6             |   |   |              |                 |                 |              |              |  |
|  | 7                     | Gastón Etlis          | Gastón Etlis          | 3           | 4           |  |  |                |                      |                      |               |               |   |   |              |                 |                 |              |              |  |

### Sezione 3
|  | Primo turno       | Primo turno       | Primo turno | Primo turno | Primo turno |  |  | Secondo turno     | Secondo turno     | Secondo turno     | Secondo turno     | Secondo turno     |   |   | Ultimo turno | Ultimo turno     | Ultimo turno     | Ultimo turno | Ultimo turno |  |
|  |                   |                   |             |             |             |  |  |                   |                   |                   |                   |                   |   |   |              |                  |                  |              |              |  |
|  |                   |                   |             |             |             |  |  |                   |                   |                   |                   |                   |   |   |              |                  |                  |              |              |  |
|  |                   |                   |             |             |             |  |  | 3                 | Julien Benneteau  | Julien Benneteau  | 7                 | 7                 |   |   |              |                  |                  |              |              |  |
|  | Denis Gremelmayr  | Denis Gremelmayr  | 4           | 7           | 6           |  |  |                   | Denis Gremelmayr  | Denis Gremelmayr  | 5                 | 5                 |   |   |              |                  |                  |              |              |  |
|  | Lars Übel         | Lars Übel         | 6           | 63          | 4           |  |  |                   |                   |                   |                   |                   |   |   | 3            | Julien Benneteau | Julien Benneteau | 3            | 1            |  |
|  | Cristiano Caratti | Cristiano Caratti | 4           | 6           | 6           |  |  |                   |                   |                   | Cristiano Caratti | Cristiano Caratti | 6 | 6 |              |                  |                  |              |              |  |
|  | Gilles Kremer     | Gilles Kremer     | 6           | 2           | 3           |  |  | Cristiano Caratti | Cristiano Caratti | Cristiano Caratti | 6                 | 6                 |   |   |              |                  |                  |              |              |  |
|  |                   | Markus Hipfl      | 6           | 2           | 6           |  |  | Markus Hipfl      | Markus Hipfl      | Markus Hipfl      | 4                 | 3                 |   |   |              |                  |                  |              |              |  |
|  | 8                 | Florian Mayer     | 4           | 6           | 4           |  |  |                   |                   |                   |                   |                   |   |   |              |                  |                  |              |              |  |

### Sezione 4
|  | Primo turno            | Primo turno            | Primo turno        | Primo turno | Primo turno |  |  | Secondo turno | Secondo turno      | Secondo turno      | Secondo turno      | Secondo turno      |   |   | Ultimo turno     | Ultimo turno     | Ultimo turno     | Ultimo turno | Ultimo turno |  |
|  |                        |                        |                    |             |             |  |  |               |                    |                    |                    |                    |   |   |                  |                  |                  |              |              |  |
|  |                        |                        |                    |             |             |  |  |               |                    |                    |                    |                    |   |   |                  |                  |                  |              |              |  |
|  |                        |                        |                    |             |             |  |  | 4             | Julian Knowle      | Julian Knowle      | 5                  | 3                  |   |   |                  |                  |                  |              |              |  |
|  | Michael Kohlmann       | Michael Kohlmann       | 3                  | 7           | 6           |  |  |               | Michael Kohlmann   | Michael Kohlmann   | 7                  | 6                  |   |   |                  |                  |                  |              |              |  |
|  | Jean-François Bachelot | Jean-François Bachelot | 6                  | 65          | 4           |  |  |               |                    |                    |                    |                    |   |   | Michael Kohlmann | Michael Kohlmann | Michael Kohlmann | 4            | 2            |  |
|  | Philipp Petzschner     | Philipp Petzschner     | Philipp Petzschner | 6           | 6           |  |  |               |                    | Philipp Petzschner | Philipp Petzschner | Philipp Petzschner | 6 | 6 |                  |                  |                  |              |              |  |
|  | Julien Mathieu         | Julien Mathieu         | Julien Mathieu     | 2           | 4           |  |  |               | Philipp Petzschner | Philipp Petzschner | 7                  | 6                  |   |   |                  |                  |                  |              |              |  |
|  |                        |                        |                    |             |             |  |  | 5             | Gilles Müller      | Gilles Müller      | 68                 | 3                  |   |   |                  |                  |                  |              |              |  |
|  |                        |                        |                    |             |             |  |  |               |                    |                    |                    |                    |   |   |                  |                  |                  |              |              |  |